# Championnat de France féminin de rugby à XV de 1re division fédérale 2019-2020
Navigation
Fédérale 1 féminine 2018-2019 Fédérale 1 féminine 2020-2021
Le championnat de France féminin de rugby à XV de 1re division fédérale 2019-2020 voit s'affronter 35 équipes réparties dans 4 poules (3 poules de 9, 1 poule de 8).
La saison est marquée par une suspension du championnat à partir de mi-mars après le début de la propagation de la pandémie de Covid-19 en France. En raison du prolongement de la période de confinement, la FFR décide, le 27 mars 2020, d'arrêter définitivement les championnats amateurs à tous niveaux, pour la saison en cours,. Le titre de champion de France de Fédérale 1 n'est pas décerné en 2020 et aucun club féminin n'est promu ou relégué sportivement à l'issue de la saison. Cependant, trois places sont disponibles en deuxième division après le forfait général du Racing Nanterre Rugby et la descente forcée des équipes réserves. Classés aux trois premières places du classement national, hors équipes réserve, Dijon Bourgogne, l'US Dax et Rugby Clermont la Plaine sont promus.

## Règlement

### Participants
Le championnat est disputé par 35 équipes qui se dénombrent de la façon suivante :
- 1 équipe reléguée du championnat de France d'Elite 2;
- 29 équipes issues du championnat de France de Fédérale 1 lors de la saison précédente ;
- 5 équipes promues de championnat de France de Fédérale 2.

Pensionnaire de la poule 4, le SU Agen déclare forfait à l'ouverture de la saison.

### Organisation
Les équipes invitées à participer au championnat sont réparties dans 4 poules géographiques de 8 ou 9 clubs. Les équipes de chaque poule sont opposées lors de matchs « aller » et « retour ».
Les équipes classées aux 1re et 2e places de chaque poule sont qualifiées pour la phase finale. Les deux équipes « une » les mieux classées à l'issue de la phase finale sont promues en Elite 2. À partir de 2020, les équipes « une » et « réserve » devront être séparées d'au moins deux divisions. Les équipes réserves ne sont donc pas autorisées à monter en Elite 2.
Les équipes classées à la 9e place de chaque poule sont reléguées en Fédérale 2 féminine. En conséquence il n'y aura pas de relégation en poule 3 (composée de 8 équipes). De plus, les équipes « réserve » évoluant en Fédérale 1 seront reléguées en Fédérale 2 si l'équipe « une » évolue en Élite 2 ou bien y est rétrogradée à l'issue de la saison 2019-2020.

## Saison régulière

### Poule 1
| \| Évreux Athletic Club US Joué Lille MRCV Stade rennais \| Localisation des clubs engagés dans la poule (Hors Île-de-France). |
| Évreux Athletic Club US Joué Lille MRCV Stade rennais                                                                          |

| \| AC Bobigny 93 Union des Bords de Marne Stade français SCUF / PORC Rueil AC \| Localisation des clubs engagés dans la poule (Île-de-France). |
| AC Bobigny 93 Union des Bords de Marne Stade français SCUF / PORC Rueil AC                                                                     |

| Ville(s) | Club                                             | Saison 2018-2019           | Phase finale 2018-2019    |
| --- | ------------------------------------------------ | -------------------------- | ------------------------- |
| Bobigny | AC Bobigny 93 rugby (équipe réserve)             | 4e, poule 1                | -                         |
| Évreux | Évreux Athletic Club                             | 8e, poule 1                | -                         |
| Fontenay-sous-Bois, Le Perreux-sur-Marne, Nogent-sur-Marne, Villiers-sur-Marne, Joinville-le-Pont, Bry-sur-Marne | Union des Bords de Marne                         | 6e, poule 1                | -                         |
| Joué-lès-Tours                                                                                                   | US Joué                                          | 1er, poule 1               | Quart-de-finale           |
| Lille, Villeneuve-d'Ascq                                                                                         | Lille Métropole RC villeneuvois (équipe réserve) | 3e, poule 1                | -                         |
| Paris | Rassemblement SCUF et Paris olympique RC         | 1er, poule 3 de Fédérale 2 | Demi-finale de Fédérale 2 |
| Paris | Stade français Paris (équipe réserve)            | 1er, poule 1 de Fédérale 2 | Finaliste de Fédérale 2   |
| Rennes | Stade rennais rugby (équipe réserve)             | 2e, poule 1                | Demi-finale               |
| Rueil-Malmaison                                                                                                  | Rueil AC                                         | 5e, poule 1                | -                         |

- : Qualifiés pour les phases finales
- : Promu en Élite 2 2020-2021
- : Relégué en 2e division fédérale 2020-2021

Classement final (obtenu avec un système de péréquation)
1. - Lille Métropole RC villeneuvois (équipe réserve) : 59,07 points
2. - AC Bobigny 93 rugby (équipe réserve) : 57,32 points
3. - Stade français Paris (équipe réserve) : 56,59 points
4. - Stade rennais rugby (équipe réserve) : 37,32 points
5. - US Joué : 33,32 points
6. - Rassemblement SCUF et Paris olympique RC : 29,32 points
7. - Union des Bords de Marne : 29,32 points
8. - Rueil AC : 27,6 points
9. - Évreux Athletic Club : 5,8 points

### Poule 2
| \| OL Besançon Violettes bressanes SO Chambéry Rugby féminin Dijon Bourgogne FC Grenoble Grenoble Université Club CR Illkirch-Graffenstaden Lyon OU Nancy Seichamps Rugby \| Localisation des clubs engagés dans la poule. |
| OL Besançon Violettes bressanes SO Chambéry Rugby féminin Dijon Bourgogne FC Grenoble Grenoble Université Club CR Illkirch-Graffenstaden Lyon OU Nancy Seichamps Rugby                                                     |

| Ville(s)                       | Club                                                             | Saison 2018-2019           | Phase finale 2018-2019    |
| ------------------------------ | ---------------------------------------------------------------- | -------------------------- | ------------------------- |
| Besançon, Dole et Auxonne      | Rassemblement OL Besançon, US Doloise et RC Auxonnais            | 2e, poule 2                | Quart-de-finale           |
| Bourg-en-Bresse et Coligny     | Rassemblement Violettes bressanes et Entente Saint Amour Coligny | 8e, poule 2                | -                         |
| Chambéry, Ugine et Albertville | Rassemblement SO Chambéry et SO Ugine Albertville                | 7e, poule 2                | -                         |
| Dijon                          | Rugby féminin Dijon Bourgogne                                    | 1er, poule 2               | Quart-de-finale           |
| Grenoble                       | FC Grenoble (équipe réserve)                                     | 1er, poule 5 de Fédérale 2 | Championnes de Fédérale 2 |
| Grenoble                       | Grenoble Université Club                                         | 4e, poule 2                | -                         |
| Illkirch-Graffenstaden         | CR Illkirch Graffenstaden                                        | 3e, poule 2                | -                         |
| Lyon                           | Lyon olympique universitaire rugby (équipe réserve)              | 6e, poule 2                | -                         |
| Nancy et Seichamps             | Nancy Seichamps rugby                                            | 5e, poule 2                | -                         |

- : Qualifiés pour les phases finales
- : Promu en Élite 2 2020-2021
- : Relégué en 2e division fédérale 2020-2021

Classement final (obtenu avec un système de péréquation)
1. - Rugby féminin Dijon Bourgogne : 62,64 points
2. - Lyon olympique universitaire rugby (équipe réserve) : 55,38 points
3. - FC Grenoble (équipe réserve) : 50,64 points
4. - Rassemblement OL Besançon, US Doloise et RC Auxonnais : 48 points
5. - Rassemblement SO Chambéry et SO Ugine Albertville : 39,25 points
6. - Grenoble Université Club : 35,69 points
7. - CR Illkirch Graffenstaden : 30,76 points
8. - Nancy Seichamps rugby : 21,32 points
9. - Rassemblement Violettes bressanes et Entente Saint Amour Coligny : -2,34 points

### Poule 3
| \| AS Béziers Blagnac rugby Castres olympique UA Gaillac Pays Sud Toulousain fémina rugby RC Nîmes Toulouse Cheminots Marengo \| Localisation des clubs engagés dans la poule (en Occitanie). |
| AS Béziers Blagnac rugby Castres olympique UA Gaillac Pays Sud Toulousain fémina rugby RC Nîmes Toulouse Cheminots Marengo                                                                    |

| \| RC Toulon \| Localisation des clubs engagés dans la poule (en Provence-Alpes-Côte d'Azur). |
| RC Toulon                                                                                     |

| Ville(s)     | Club                                   | Saison 2018-2019           | Phase finale 2018-2019 |
| ------------ | -------------------------------------- | -------------------------- | ---------------------- |
| Béziers      | AS Béziers Hérault                     | 10e d'Elite 2              | -                      |
| Blagnac      | Blagnac rugby féminin (équipe réserve) | 3e, poule 3                | -                      |
| Castres      | Castres olympique                      | 4e, poule 3                | -                      |
| Gaillac      | Union athlétique gaillacoise           | 8e, poule 3                | -                      |
| Le Fousseret | Pays Sud Toulousain Femina rugby       | 7e, poule 3                | -                      |
| Nîmes        | Rugby club nîmois                      | 1er, poule 7 de Fédérale 2 | -                      |
| Toulon       | Rugby club toulonnais                  | 5e, poule 3                | -                      |
| Toulouse     | Toulouse Cheminots Marengo Sports      | 6e, poule 3                | -                      |

Les équipes classées à la 9e place de chaque poule sont reléguées en Fédérale 2 féminine. En conséquence il n'y aura pas de relégation en poule 3 (composée de 8 équipes).
- : Qualifiés pour les phases finales
- : Promu en Élite 2 2020-2021

Classement final (obtenu avec un système de péréquation)
1. - Blagnac rugby féminin (équipe réserve) : 61,6 points
2. - Toulouse Cheminots Marengo Sports : 46,2 points
3. - Castres olympique : 44,54 points
4. - AS Béziers Hérault : 39,2 points
5. - Rugby club nîmois : 36,4 points
6. - Union athlétique gaillacoise : 34,35 points
7. - Pays Sud Toulousain Femina rugby : 12,7 points
8. - Rugby club toulonnais : -2,54 points

### Poule 4
| \| AS Bayonne SU Agen Stade bordelais CA Brive Rugby Clermont la Plaine US Dax CA Périgueux Stade poitevin rugby ASM Romagnat \| Localisation des clubs engagés dans la poule. |
| AS Bayonne SU Agen Stade bordelais CA Brive Rugby Clermont la Plaine US Dax CA Périgueux Stade poitevin rugby ASM Romagnat                                                     |

| Ville(s)           | Club                             | Saison 2018-2019            | Phase finale 2018-2019    |
| ------------------ | -------------------------------- | --------------------------- | ------------------------- |
| Bayonne            | AS Bayonne (équipe réserve)      | 1er, poule 10 de Fédérale 2 | Demi-finale de Fédérale 2 |
| Agen               | SU Agen                          | 7e, poule 4                 | -                         |
| Bordeaux           | Stade bordelais (équipe réserve) | 3e, poule 4                 | -                         |
| Brive-la-Gaillarde | CA Brive                         | 6e, poule 4                 | -                         |
| Clermont-Ferrand   | Rugby Clermont la Plaine         | 2e, poule 4                 | Quart-de-finale           |
| Dax                | US Dax                           | 1er, poule 4                | Demi-finale               |
| Périgueux          | CA périgourdin                   | 4e, poule 4                 | -                         |
| Poitiers           | Stade poitevin rugby             | 7e, poule 1                 | -                         |
| Romagnat           | ASM Romagnat (équipe réserve)    | 5e, poule 4                 | -                         |

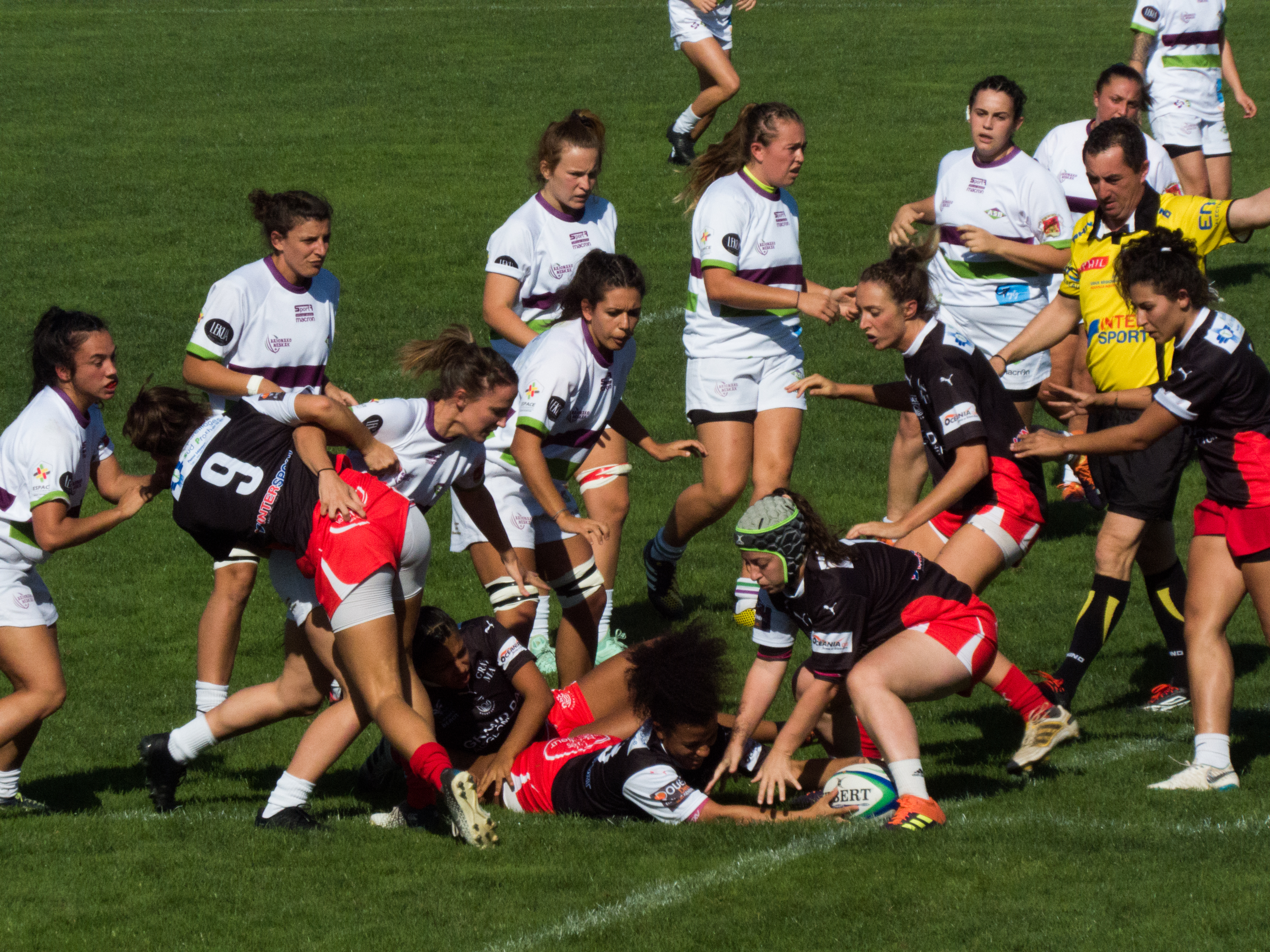
Rencontre entre la réserve de l'AS Bayonne et l'US Dax en 10 2019.

- : Qualifiés pour les phases finales
- : Promu en Élite 2 2020-2021
- : Relégué en 2e division fédérale 2020-2021

Classement final (obtenu avec un système de péréquation)
1. - US Dax : 60 points
2. - Rugby Clermont la Plaine : 57,32 points
3. - ASM Romagnat (équipe réserve) : 55,38 points
4. - AS Bayonne (équipe réserve) : 46,76 points
5. - Stade bordelais (équipe réserve) : 46,64 points
6. - CA Brive : 37,7 points
7. - CA périgourdin : 37,32 points
8. - Stade poitevin rugby : 18,64 points
9. - SU Agen : -32 points (forfait général)

## Phases finales
En raison du prolongement de la période de confinement à la suite de la pandémie de Covid-19, la FFR décide, le 27 mars 2020, d'arrêter définitivement les championnats amateurs à tous niveaux, pour la saison en cours. Le titre n'est donc pas décerné.